# Premi Orwell
El NCTE George Orwell Award for Distinguished Contribution to Honesty and Clarity in Public Language, o Premi Orwell, és un guardó que atorga des de 1975 el Public Language Award Committee del National Council of Teachers of English. Es concedeix anualment a «autories que han fet contribucions destacades en l'anàlisi crítica del discurs públic». Noam Chomsky, Donald Barlett i James B. Steele són les úniques persones que l'han guanyat en dues ocasions.
El seu homòleg negatiu, atorgat pel mateix organisme, és el Doublespeak Award, «un homenatge irònic als oradors públics que han perpetuat un llenguatge manifestament enganyós, evasiu, eufemístic, confús o egocèntric».

## Guanyadors/es
D'ençà el 1975, alguns dels guanyadors han estat:
- 1978: Sissela Bok per Lying: Moral Choice in Public and Private Life
- 1979: Erving Goffman per Gender Advertisements
- 1986: Neil Postman per Amusing Ourselves to Death: Public Discourse in the Age of Show Business
- 1987: Noam Chomsky per On Power and Ideology: The Managua Lectures
- 1989: Edward S. Herman i Noam Chomsky per Manufacturing Consent: The Political Economy of the Mass Media
- 2004: El periodista d'investigació Seymour Hersh i l'escriptora Arundhati Roy
- 2005: Jon Stewart i el repartiment de The Daily Show
- 2008: Charlie Savage per Takeover: The Return of the Imperial Presidency and the Subversion of American Democracy
- 2009: Amy Goodman, cofundadora i presentadora de Democracy Now!